# 永盛县 (平定省)
永盛县（越南语：／）是越南平定省下辖的一个县。

## 地理
永盛县南接西山县，北接安老县，东接怀恩县和符吉县，西接嘉莱省安溪市社和克邦县。

## 历史
2005年11月15日，永山社部分区域划归永金社管辖，永金社部分区域划归永山社和永好社管辖，永金社部分人口划归永光社管辖，永和社部分区域划归永好社和永合社管辖，永和社剩余人口划归永盛社管辖，永好社部分区域划归永光社管辖；永光社析置永顺社和永盛市镇，永盛社和西山县西顺社析置永和社。

## 行政区划
永盛县下辖1市镇8社，县莅永盛市镇。
- 永盛市镇（Thị trấn Vĩnh Thạnh）
- 永好社（Xã Vĩnh Hảo）
- 永合社（Xã Vĩnh Hiệp）
- 永和社（Xã Vĩnh Hòa）
- 永金社（Xã Vĩnh Kim）
- 永光社（Xã Vĩnh Quang）
- 永山社（Xã Vĩnh Sơn）
- 永盛社（Xã Vĩnh Thịnh）
- 永顺社（Xã Vĩnh Thuận）